# Zdzisław Antoniewicz
Zdzisław Antoniewicz (ur. 3 lutego 1908 w Poznaniu, zm. 21 października 1984 w Poznaniu) – polski dziennikarz, sportowiec, krajowy i międzynarodowy sędzia pływacki i motorowy pochodzenia ormiańskiego.

## Życiorys
Zdzisław Antoniewicz był synem Zygmunta Antoniewicza i Józefy Kurzyńskiej. W 1925 roku zdał maturę w Gimnazjum im. Karola Marcinkowskiego w Poznaniu. W 1930 ukończył szkołę podoficerów-fotolaborantów i przeszedł do rezerwy. Rok później został trenerem i sędzią pływackim.
W 1939 roku debiutował jako dziennikarz w dziale sportowym Kuriera Poznańskiego. Po klęsce w kampanii wrześniowej przedostał się na Węgry, gdzie został internowany w obozie Magyarcsanád. Po zwolnieniu trafił do Budapesztu, gdzie został sekretarzem (wicedyrektorem) Instytutu Polskiego w Budapeszcie. Z ramienia Instytutu odpowiadał m.in. za oświatę uchodźczej młodzieży polskiej. Był założycielem jedynego wówczas w Europie polskiego gimnazjum w Balatonboglár.
Redagował kilka tytułów polskojęzycznej prasy ukazującej się w latach wojennych na Węgrzech, m.in.: Wieści Polskie i Tygodnik Polski-Materiały Obozowe. Był delegatem na Węgry Ministra Opieki Społecznej polskiego rządu emigracyjnego. W tym samym czasie należał do kierownictwa polskiego ruchu oporu na Węgrzech.
Po zakończeniu działań wojennych kierował sekcją polskiej Delegatury Międzynarodowego Czerwonego Krzyża na Węgrzech odpowiadając za repatriację Polaków powracających z hitlerowskich obozów w Austrii i obozów internowania na Węgrzech. Na wniosek Edwarda Bernarda Raczyńskiego w styczniu 1947 roku został attaché prasowym Poselstwa RP w Budapeszcie.
Po uznaniu przez Węgry rządu w Warszawie został wezwany przez nowe władze do kraju. Na granicy został aresztowany i uwięziony bez wyroku. Zwolniono go w 1950 roku. Utrzymywał się z pracy kabinowego w poznańskich pływalniach, a następnie trenera pływackiego w KS Unia. Dzięki odwilży po śmierci Józefa Stalina mógł wrócić do dziennikarstwa. Pracował dla m.in. Ekspresu Poznańskiego, Głosu Wielkopolskiego, Gazety Chłopskiej.
W grudniu 1956 roku był członkiem założycielem Towarzystwa Przyjaźni Polsko-Węgierskiej im. Franciszka Liszta, pełniąc do śmierci funkcję jego prezesa.

## Twórczość
- Zdzisław Antoniewicz: Rozbitkowie na Węgrzech – Wspomnienia z lat 1939-1946. Warszawa: Ludowa Spółdzielnia Wydawnicza, 1987. ISBN 83-205-3801-7. Brak numerów stron w książce

## Odznaczenia
- Złota Odznaka Honorowa P.Z.M. (1966)
- Medal Zwycięstwa i Wolności 1945 (1972)
- Złota Odznaka „Zasłużony Działacz Kultury Fizycznej” (1976)
- Odznaka „Zasłużony Działacz Kultury” (1978)
- Krzyż Kawalerski Orderu Odrodzenia Polski (1978)
- Medal „Za udział w wojnie obronnej 1939” (1982);
- Odznaka Honorowa Miasta Poznania (1982)